# Бернгард, Вильгельм Рудольфович
Вильгельм Рудольфович Бернгард (нем. Bernhard; 31 июля (12 августа) 1856 —15 (28) мая 1909 ) — инженер-архитектор, педагог. Специалист по строительному законодательству, строительной механике и технологии, санитарной технике, автор ряда научных трудов. Строил в Санкт-Петербурге в стиле эклектика.

## Биография
Сын Рудольфа Богдановича Бернгарда, брат архитектора Эрвина Рудольфовича Бернгарда (1852—1914). Первоначальное образование получил в гимназии Видемана. В 1880 году окончил с золотой медалью Петербургское строительное училище, с занесением его имени на мраморную доску в актовом зале училища. Отбыв воинскую повинность в лейб-гвардии гренадерском полку, был назначен помощником преподавателя Института гражданских инженеров, как стало называться строительное училище с 1882 года; читал лекции по строительному искусству, руководил составлением проектов шоссейных дорог. С 1882 года — заведующий библиотекой института. После смерти отца, с 1887 года вёл занятия по расчётам устойчивости церковных сооружений.
Работал помощником у архитектора Д. Д. Соколова при постройке александровской барачной больницы в Петербурге и у академика А. К. Кейзера при перестройке дома страхового общества «Саламандра». В 1880 году был назначен архитектором Департамента народного просвещения (до 1895). В этом же году стал архитектором Калинкинского пивоваренного завода и товарищества Русских паровых маслобоен.
В 1885—1901 годах был преподавателем Академии художеств по предметам отопления и вентиляции зданий и специального законоведения. В 1887 году стал членом, а затем руководителем строительного комитета Канцелярии Ведомства учреждений императрицы Марии (до 1907). Также с 1887 года он — член редакционного совета журнала «Зодчий». С 1892 года — член правления Петербургского общества архитекторов. С 1901 года — профессор Института гражданских инженеров (с 1905 года — заслуженный профессор).
Награждён орденом Святого Станислава 3-й степени (1883).

## Проекты и постройки
- Производственные здания Калинкинского пивоваренного завода. Улица Степана Разина, 9—11, двор. (1882, 1889; перестроены);
- Газгольдеры Главного газового завода Общества столичного освещения (совместно с Р. Б. Бернгардом). Набережная Обводного канала, 74 (1884);
- Склады товарищества Русских паровых маслобоен. Курляндская улица, 45 (1884);
- Особняк Я. В. Герца. Лахтинская улица, 7 (1884; надстроен);
- Особняк товарищества Русских паровых маслобоен. Курляндская ул., 41 (1889);
- Производственные и жилые здания товарищества Тюлевой фабрики (надстройка и расширение). Петроградская набережная, 40—42 — улица Чапаева, 23 — Казарменный переулок, 2 (1889—1890);
- Жилые дома Калинкинского пивоваренного завода. Улица Степана Разина, 13 (1891; надстроены).